# Ghiacciaio Ciaspola
Il ghiacciaio Ciaspola (in inglese Snowshoe Glacier) è un ghiacciaio lungo circa 15 km situato sulla costa di Fallières, nella parte sud-occidentale della Terra di Graham, in Antartide. Il ghiacciaio, il cui punto più alto si trova a circa 410 m s.l.m., fluisce verso ovest a partire da un colle posto sul fianco sud-occidentale del ghiacciaio Neny fino ad entrare nella cala Providence, sulla costa del fiordo di Neny.

## Storia
Il ghiacciaio Ciaspola è stato grossolanamente mappato nel 1936 durante la Spedizione britannica nella Terra di Graham, comandata di John Rymill, e solo nel 1949 una spedizione del British Antarctic Survey, che all'epoca si chiamava ancora Falkland Islands and Dependencies Survey, lo esplorò e mappò più dettagliatamente. In seguito il ghiacciaio fu battezzato con il suo attuale nome su suggerimento di K.S.P. Butler, membro dei FIDS, a cui la stretta testa e il largo piede del ghiacciaio ricordavano, appunto, la forma di una ciaspola.